# Волас (Северна Каролина)
Волас (енгл. Wallace) град је у америчкој савезној држави Северна Каролина.

## Демографија
По попису из 2010. године број становника је 3.880, што је 536 (16,0%) становника више него 2000. године.
| Група             | 2000.         | 2010.         |
| Белци             | 1.763 (52,7%) | 1.853 (47,8%) |
| Афроамериканци    | 945 (28,3%)   | 1.008 (26,0%) |
| Азијати           | 8 (0,2%)      | 7 (0,2%)      |
| Хиспаноамериканци | 608 (18,2%)   | 989 (25,5%)   |
| Укупно            | 3.344         | 3.880         |